# Ronny Turiaf
Ronny Turiaf (Le Robert, Martinica, 13 de enero de 1983) es un exjugador de baloncesto francés que disputó 8 temporadas en la NBA. Mide 2,08 metros de estatura y jugaba en la posición de ala-pívot.

## Carrera

### Inicios
Turiaf estuvo viviendo en la isla de Martinica hasta los 15 años, allí acudió al Sporting Club Lamentinois en su primer año de instituto. En 1997 y 1998 ganó el campeonato de Martinica. Con 15 años se mudó a París. En la capital francesa acudió al Insep (Instituto Nacional de Educación Física), que combina educación secundaria con un plan de entrenamiento de élite. 
En 2000, formó parte de la selección de Francia que venció en el Europeo Sub-18. En aquel equipo también estaban los futuros NBA Tony Parker, Boris Diaw y Mickaël Piétrus. En 2001 dejó Francia para asistir a la Universidad de Gonzaga, donde jugó 4 años con los Bulldogs.

### Universidad
En su primer año en Gonzaga, la temporada 2001-02, Ronny promedió 7,3 puntos, dejando constancia de que sería una pieza muy importante en el futuro próximo de los Bulldogs. En el verano de 2002, disputó el Europeo sub-20 con Francia. Se alzaron con el bronce con Turiaf promediando 14,9 puntos y 9,8 rebotes.
En Gonzaga se echaría rápidamente el equipo a la espalda como piedra angular de la Universidad y como uno de los hombres más dominantes en la West Coast Conference. Dejó buena cuenta de ello en la pretemporada, en el Maui Invitational firmó 20 puntos y 7,3 rebotes, formando parte del mejor quinteto. El equipo fue eliminado en 2.ª ronda en la West Region del Torneo NCAA ante Arizona, tras dos prórrogas. En el Torneo WCC, el equipo alcanzó la final, donde cayeron ante San Diego. Ronny anotó en la final 26 puntos y capturó 12 rebotes. Promedió 17 puntos y 8,5 rebotes, mientras que en Liga Regular sus números fueron de 15,6 puntos y 6,2 rebotes. Fue incluido en el Mejor Quinteto West Coast Conference. 
En la 2003-04 firmó 15,5 puntos (6.º en la WCC), 6,4 rebotes (6.º también) y 1,45 tapones (2.º en la WCC). Nombrado, nuevamente, en el Mejor Quinteto West Coast Conference, además de en el (NABC) District 14 y All-District 9. Fue uno de los 20 finalistas para el galardón del Jugador Universitario del Año. Se volvieron a quedar en 2.ª ronda en el torneo NCAA tras caer ante Nevada. 
El equipo al menos logró el Torneo WCC frente a Saint Mary, con 29 puntos y 14 rebotes de Ronny, consiguiente MVP del campeonato. También consiguieron el BB&T Tournament que organizaba Maryland Terrapins y donde Turiaf fue nombrado, de nuevo, MVP.
En su última temporada, la 2004-05 como sénior, Turiaf promedió 15,9 puntos y 9,5 rebotes tras pasar gran parte del verano con la selección francesa. En lo que ya parecía costumbre, el equipo se volvió a quedar en 2.ª ronda merced a su derrota ante Texas Tech. Fue elegido como Jugador del Año en la West Coast Conference y estuvo, como era habitual, en el Mejor Quinteto.
Cerró su carrera promediando un global de 13,6 puntos y 6,8 rebotes.

### NBA

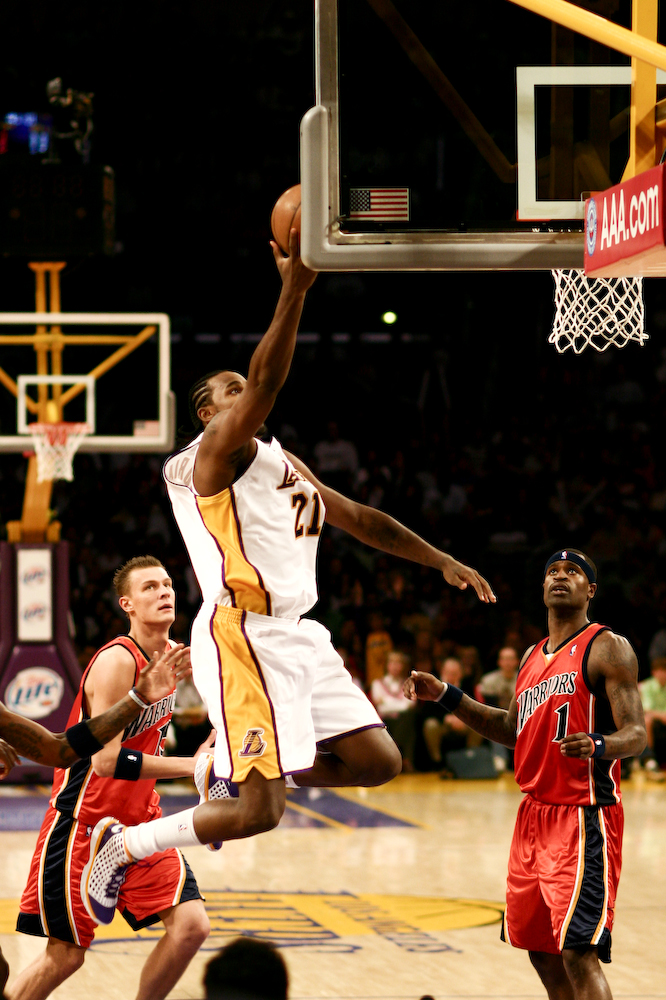
Turiaf con los Lakers en 2008.

Ronny fue elegido por Los Angeles Lakers en el puesto 37, en 2.ª ronda del draft de 2005, y firmó su contrato de rookie con ellos. En la temporada 2005-06 sólo pudo jugar 23 partidos llegando a peligrar su carrera debido a que tuvo que ser operado a corazón abierto. Como consecuencia de esto, los Lakers anularon su contrato, pero tras una intervención muy exitosa, Ronny volvió a sentirse plenamente recuperado para disfrutar de su estancia en la NBA y meterse a la afición angelina en el bolsillo con su garra y pundonor tan características.
En el estreno en la 2006-07 se marcó el mejor partido de su carrera, 23 puntos y 9 rebotes ante Golden State Warriors. Ronny gozó de bastante protagonismo en ausencia de Lamar Odom, Kwame Brown y Luke Walton. Acabó su 2.ª temporada con una media de 5,3 puntos y 3,6 rebotes.
Tras jugar y perder las Finales de la NBA de 2008 con los Lakers ante Boston Celtics, Turiaf firmó un contrato con Golden State Warriors por 17 millones en 4 años el 18 de julio de 2008. Los Lakers tuvieron la oportunidad de igualar la oferta y mantener en liza al jugador, opción que denegaron.
En verano del 2010 es traspasado a los New York Knicks junto con Anthony Randolph y Kelenna Azubuike a cambio de David Lee.
Durante el lockout de 2011, firmó por el ASVEL Lyon-Villeurbanne francés.
El 10 de diciembre de 2011, fue traspasado a Washington Wizards en un intercambio que involucró a tres equipos.
El 15 de marzo de 2012, fue traspasado a Denver Nuggets en un intercambio entre tres equipos, pero dos días después rescindió contrato sin llegar a debutar con el equipo. Tras ser cortado por los Nuggets, firmó con los Miami Heat el 21 de marzo de 2012. El 21 de junio de 2012, ganó su primer anillo de la NBA con los Heat.
El 27 de julio de 2012, firmó un contrato para jugar con Los Angeles Clippers.
El 18 de julio de 2013, firmó un acuerdo para jugar con los Minnesota Timberwolves. El 16 de diciembre de 2014, los Timberwolves anunciaron que quedó fuera para el resto de la temporada 2014-2015 debido a una lesión en la cadera.
El 19 de diciembre de 2014, fue traspasado a los Philadelphia 76ers en un acuerdo entre tres equipos que involucró a los Houston Rockets y los Timberwolves. Pero fue cortado por los 76ers, el 23 de diciembre.
Finalmente,el 24 de octubre de 2016, anuncia su retirada del baloncesto, tras dos años sin jugar.

### Selección nacional
Tras disputar los Europeos Sub-18 y Sub-20, debutó con la selección francesa absoluta en 2003. Desde entonces disputó el EuroBasket 2003, el Mundial de 2006, el EuroBasket 2007, el EuroBasket 2009, y los Juegos Olímpicos de Londres 2012.

## Estadísticas de su carrera en la NBA
|  | Denota temporada en la que fue Campeón de la NBA |

### Temporada regular
| Año     | Equipo        | PJ  | PT  | MPP  | %TC   | %3P  | %TL  | RPP | APP | ROB | TPP | PPP |
| ------- | ------------- | --- | --- | ---- | ----- | ---- | ---- | --- | --- | --- | --- | --- |
| 2005-06 | L.A. Lakers   | 23  | 1   | 7.0  | .500  | .000 | .556 | 1.6 | .3  | .1  | .4  | 2.0 |
| 2006-07 | L.A. Lakers   | 72  | 1   | 15.1 | .549  | .000 | .664 | 3.6 | .9  | .2  | 1.1 | 5.3 |
| 2007-08 | L.A. Lakers   | 78  | 21  | 18.7 | .474  | .000 | .753 | 3.9 | 1.6 | .4  | 1.4 | 6.6 |
| 2008-09 | Golden State  | 79  | 26  | 21.5 | .508  | .000 | .790 | 4.6 | 2.1 | .4  | 2.1 | 5.9 |
| 2009-10 | Golden State  | 42  | 20  | 20.8 | .582  | .000 | .474 | 4.5 | 2.1 | .6  | 1.3 | 4.9 |
| 2010-11 | New York      | 64  | 21  | 17.8 | .632  | .000 | .622 | 3.2 | 1.4 | .5  | 1.1 | 4.2 |
| 2011-12 | Washington    | 4   | 0   | 14.5 | 1.000 | .000 | .000 | 3.0 | 1.3 | 1.5 | .8  | 1.5 |
| 2011-12 | Miami         | 13  | 5   | 17.0 | .533  | .000 | .591 | 4.5 | .4  | .6  | 1.1 | 3.5 |
| 2012-13 | L.A. Clippers | 65  | 0   | 10.8 | .505  | .000 | .365 | 2.3 | .5  | .3  | .5  | 1.9 |
| 2013-14 | Minnesota     | 31  | 10  | 19.5 | .598  | .000 | .420 | 5.6 | .8  | .3  | 1.6 | 4.8 |
| Total   | Total         | 471 | 105 | 17   | .533  | .000 | .636 | 3.7 | 1.3 | .4  | 1.3 | 4.7 |

### Playoffs
| Año   | Equipo        | PJ | PT | MPP  | %TC  | %3P  | %TL  | RPP | APP | ROB | TPP | PPP |
| ----- | ------------- | -- | -- | ---- | ---- | ---- | ---- | --- | --- | --- | --- | --- |
| 2006  | L.A. Lakers   | 3  | 0  | 8.3  | .600 | .000 | .833 | 2.3 | .0  | .0  | .3  | 3.7 |
| 2007  | L.A. Lakers   | 4  | 0  | 12.0 | .357 | .000 | .700 | 3.0 | .3  | .5  | .2  | 4.3 |
| 2008  | L.A. Lakers   | 19 | 0  | 9.8  | .389 | .000 | .588 | 1.4 | .3  | .1  | .9  | 2.0 |
| 2011  | New York      | 4  | 4  | 18.8 | .667 | .000 | .700 | 2.8 | 1.0 | .3  | 1.5 | 5.8 |
| 2012  | Miami         | 12 | 7  | 10.1 | .556 | .000 | .273 | 2.6 | .1  | .1  | .7  | 1.9 |
| 2013  | L.A. Clippers | 5  | 0  | 11.8 | .700 | .000 | .500 | 1.6 | .0  | .2  | .6  | 3.2 |
| Total | Total         | 47 | 11 | 11.0 | .495 | .000 | .586 | 2.0 | .2  | .1  | .8  | 2.7 |

## Vida personal
Ronny es hijo de Georges Louis Turiaf y Aline Cesar. Tiene cuatro hermanas menores, Elodie, Florence, Nadia, y Rachelle.
Habla 4 idiomas: Francés, inglés, español y la lengua nativa de Martinica. Además, estudió italiano en Gonzaga.
En agosto de 2009, creó la "Heart to Heart" Foundation para proporcionar atención médica a niños que no tienen seguro médico y no pueden permitirse los cuidados que necesitan. Según el sitio web de la Fundación, la misión es "proporcionar apoyo, incluidos ecocardiogramas a personas con problemas relacionados con el corazón para que puedan llevar una vida sana y feliz."